# Coleophora tarsocoma
Coleophora tarsocoma is een vlinder uit de familie van de kokermotten (Coleophoridae). De wetenschappelijke naam van de soort is voor het eerst geldig gepubliceerd in 1917 door Edward Meyrick. Volgens Baldizzone en Van der Wolf is dit echter geen kokermot maar moet de soort in de familie prachtmotten (Cosmopterigidae) worden geplaatst.